# Voisey's Brook
Voisey's Brook is een 3,5 km lange beek in de Canadese provincie Newfoundland en Labrador. Ze stroomt door de gemeente Portugal Cove-St. Philip's in het uiterste zuidoosten van het eiland Newfoundland.
De waterloop heeft relatief grote naambekendheid in de Metropoolregio St. John's omdat ze haar naam geeft aan Voisey's Brook Park, een populair park met sport- en recreatiefaciliteiten aan de rand van provinciehoofdstad.

## Verloop
Voisey's Brook ontspringt in een bebost gebied tussen de plaatsen Portugal Cove en Torbay, beide deel uitmakend van de Metropoolregio St. John's. Ze stroomt bijna anderhalve kilometer zuidwaarts waarna ze naar het zuidwesten afbuigt. Op dat punt stroomt ze Voisey's Brook Park binnen, een park dat ze van oost naar west doorkruist. Zo'n 700 meter ten westen van het park mondt Voisey's Brook uit in Millers Pond, een van de meren aan de dorpsrand van Portugal Cove.